# 孟隆
孟隆（英語：或Monglong），清朝称孟笼，是缅甸掸邦皎梅县皎梅镇区下辖的一个镇。该镇位于皎梅镇区西北角，非常靠近红宝石产地抹谷。

## 历史
1768年2月15日，清朝的征缅军在这天撤退到了孟隆。在孟隆驻军7天后，于1768年2月21日离开孟隆，进入大山波龙土司辖区。此时清军的运输牛马已经损失殆尽，史载“人各携数升，焚烧其余”。